# 羅克福德鎮區 (愛荷華州波特瓦特米縣)
羅克福德鎮區（英語：Rockford Township）是位於美國愛荷華州波特瓦特米縣的一個行政鎮區。

## 地方資料
根據2010年美國人口普查的數據，羅克福德鎮區的面積為99.98平方千米，當中陸地面積為97.11平方千米，而水域面積為2.87平方千米。當地共有人口632人，而人口密度為每平方千米6.32人。